# Oliver Bearman
Oliver James Bearman (Havering, 8 de maio de 2005), também conhecido como Ollie Bearman, é um automobilista britânico que atualmente compete na Fórmula 1 pela equipe Haas. Foi campeão italiano e da ADAC Fórmula 4 em 2021 e é membro da Ferrari Driver Academy.
Bearman fez sua estreia na Fórmula 1 no Grande Prêmio da Arábia Saudita de 2024, substituindo Carlos Sainz Jr. na Ferrari, devido a apendicite que o piloto titular sofreu. Quatro meses depois, ele assinou um contrato com a Haas para competir com a equipe estadunidense a partir da temporada de 2025, em um acordo de vários anos.

## Biografia
Nascido em Havering, distrito da Região de Londres, Oliver é filho de Terri e David Bearman, fundador e CEO da Aventum Group, que viralizou por suas reações à primeira corrida do filho na Fórmula 1. Ollie, como é carinhosamente chamado, possui um irmão mais novo, Thomas, que também é piloto, e uma irmã mais nova chamada Amalie. Oliver cresceu em Chelmsford, Essex, e estudou na King Edward VI Grammar School até os dezesseis anos, quando passou a se dedicar ao automobilismo de forma integral.
Bearman é um admirador do futebolista Lionel Messi e possui um canal no Youtube, onde posta uma série de vídeos chamada The Bear Necessities ("As Necessidades de um Urso"), na qual o piloto mostra seus outros prazeres além do automobilismo.

## Carreira

### Kart
Bearman começou no kart aos oito anos, e acumulou títulos como o GP de Kart da Grã-Bretanha de 2015, o Mundial de Kart (classe Júnior X30) de 2019, e também foi campeão europeu nas categorias júnior e sênior.

### Fórmula 4
Fez a estreia nos monopostos em 2020, quando participou dos campeonatos de F4 italiano e alemão, representando a US Racing. No primeiro, ele fez dois pódios e venceu uma das corridas em Vallelunga, terminando o ano em décimo, com 85 pontos. Já na ADAC, ele venceu em Hockenheimring, fez mais dois pódios e terminou a temporada em sétimo, com 144 pontos.
Em 2021, Bearman fez os dois campeonatos pela Van Amersfoort Racing. Na F4 Italiana, o britânico venceu onze das 21 corridas, com direito a "varrer" as etapas de Vallelunga e Monza. Bearman também fez mais quatro pódios e foi campeão, com mais de cem pontos de vantagem sobre Tim Tramnitz, o vice, que não fez todas as etapas.
Bearman também foi campeão da F4 alemã em 2021, mas seus resultados foram mais modestos. De 18 corridas, o britânico venceu seis, e ao todo, fez onze pódios, acumulando 295 pontos. De qualquer forma, ele foi o primeiro piloto a vencer os dois campeonatos europeus no mesmo ano.

### Campeonato GB3
Junto com suas funções na Fórmula 4, Bearman correu no Campeonato GB3 com a equipe Fortec Motorsports, em parceria com Roberto Faria e Mikkel Grundtvig. Ele fez pódios nas duas primeiras corridas, mas não fez a temporada completa para concentrar seus esforços nos campeonatos F4 que disputava. Mesmo assim, conseguiu duas poles, uma vitória na corrida 1 de Snetterton e fez mais um pódio em Silverstone, encerrando a GB3 com 163 pontos e na décima quarta posição.

### Fórmula 3
Em 31 de outubro de 2021, Bearman foi anunciado para participar do teste de pós-temporada do Campeonato de Fórmula 3 da FIA com a equipe Prema Racing, em parceria com Jak Crawford, Arthur Leclerc e Paul Aron. No final do ano, Bearman foi anunciado para disputar com a Prema a temporada de 2022, ao lado de Crawford e Leclerc. Oliver fez oito pódios, venceu apenas a corrida 1 de Spa-Francorchamps e terminou o campeonato em terceiro, a sete pontos do campeão Victor Martins.

### Fórmula 2

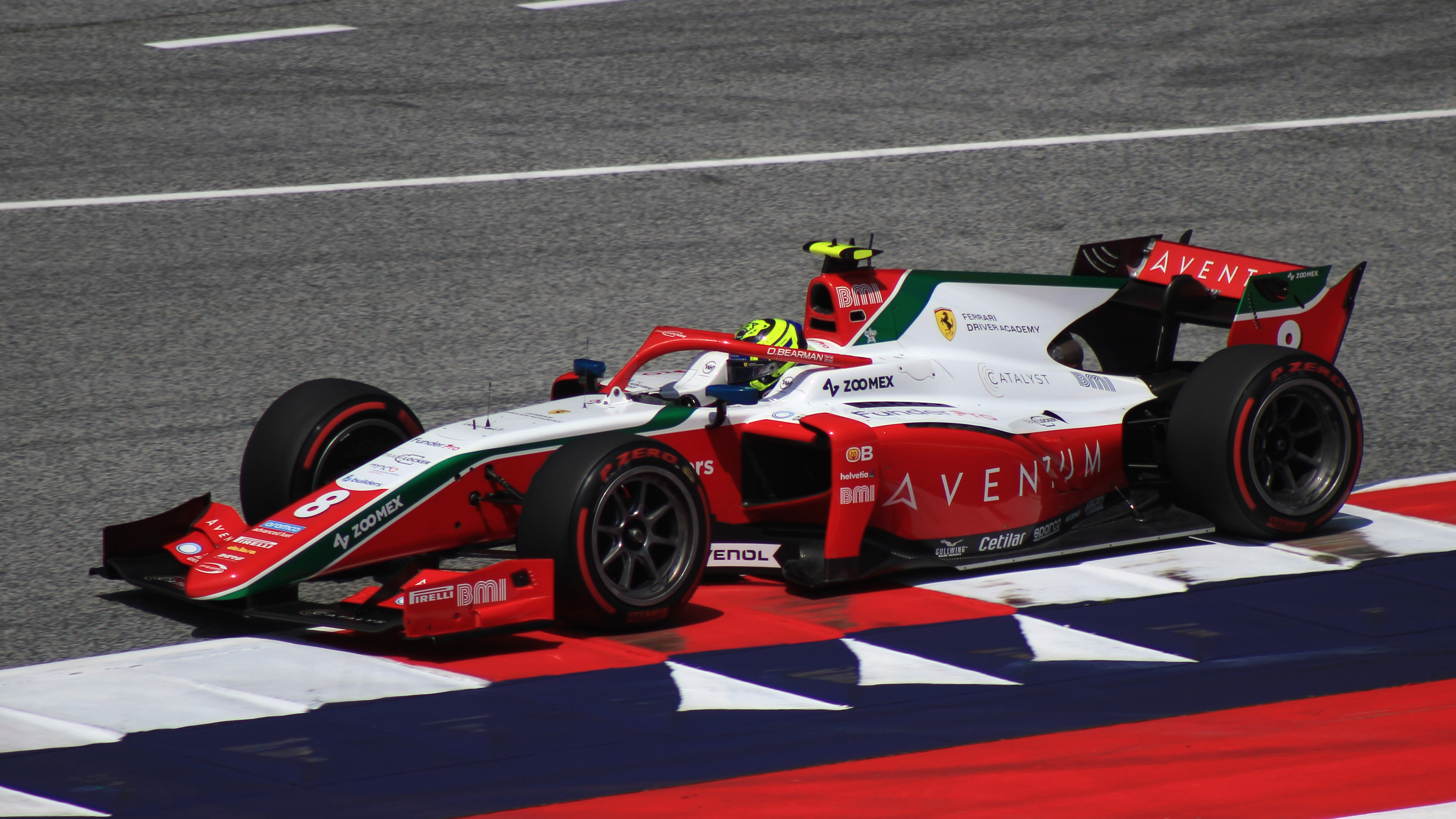
Bearman no Red Bull Ring em prova da F2 de 2023

Em 14 de novembro de 2022, Bearman foi anunciado como piloto da equipe Prema Racing para o Campeonato de Fórmula 2 da FIA de 2023, fazendo parceria com o piloto júnior da Mercedes Frederik Vesti. Bearman começou sua temporada no Barém com um 12º lugar na qualificação, mas não conseguiu manter sua posição na corrida rápida, terminando em 15º. Aproveitando o caos da primeira volta na corrida longa, Bearman subiu para o quarto lugar no início. No entanto, a degradação dos pneus fez ele ser um os primeiros a ir aos boxes, com isso, ele foi perdendo posições e no final terminou em 14º lugar.  O piloto britânico teve seu melhor final de semana na rodada do Azerbaijão, na qual venceu as duas provas e se tornou o primeiro a liderar em todas as corridas de uma só rodada. Seu desempenho o fez ser premiado com a melhor atuação da temporada. Bearman venceu novamente nas corridas 2 de Barcelona e de Monza, terminando o ano em sexto, com 130 pontos.

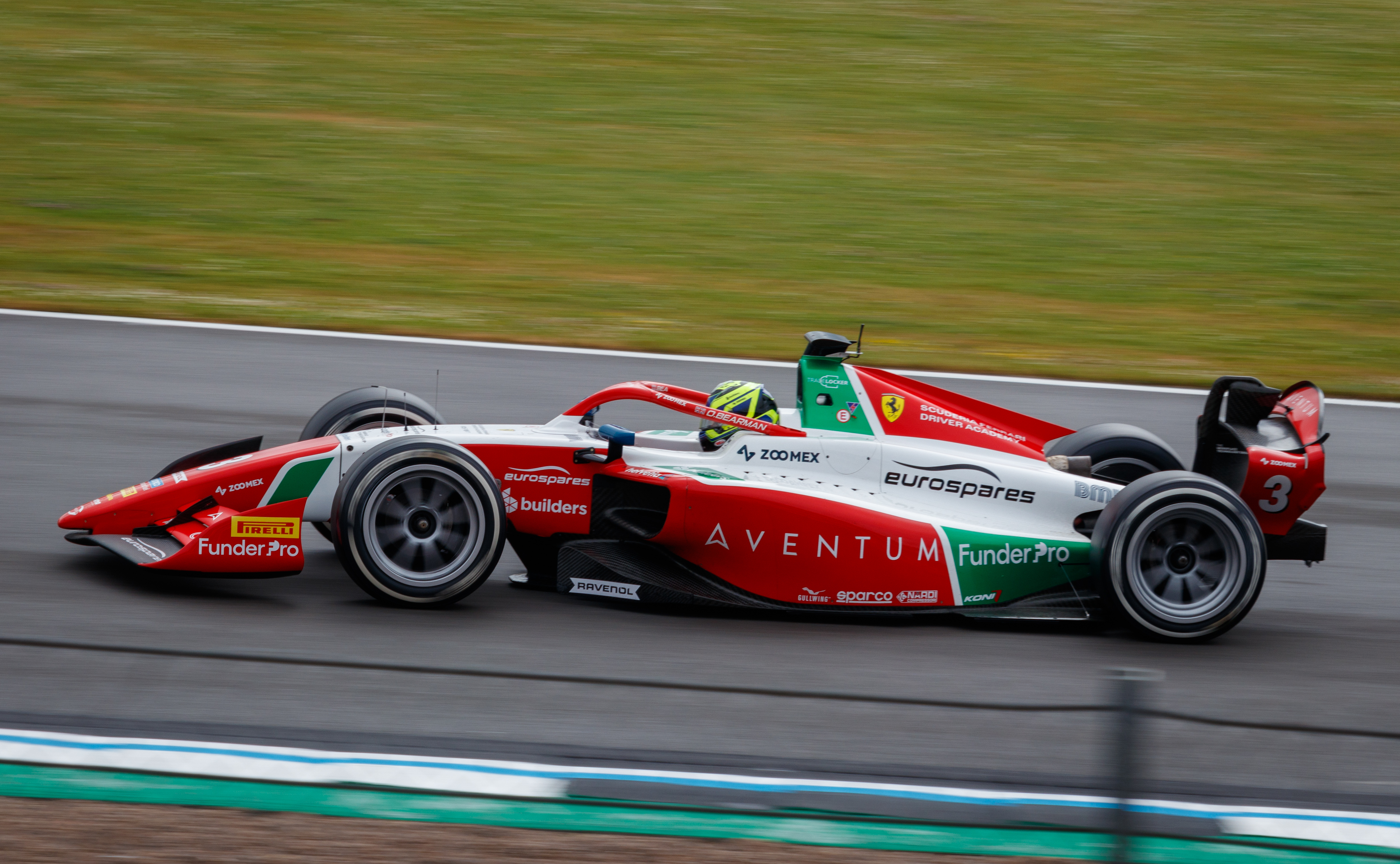
Bearman em Silverstone em 2024

Bearman permaneceu com a Prema Racing para a temporada de 2024, onde seu companheiro de equipe é o piloto júnior da Mercedes e campeão da Fórmula Regional Europeia de 2023 Andrea Kimi Antonelli. Apesar de ter figurado entre os favoritos ao título, seu segundo ano na categoria foi ainda mais difícil por conta das limitações da Prema. Além disso, Bearman teve que faltar em duas rodadas, por ter sido chamado para correr em duas provas da F1. O britânico conseguiu três vitórias, nas sprints da Áustria, da Itália e do Catar, mas foi superado pelo estreante Antonelli com frequência. Terminou a temporada em décimo segundo lugar, com 75 pontos, ficando seis posições abaixo do italiano e com 38 pontos a menos.

### Fórmula 1

#### Ferrari
Em outubro de 2021, Bearman foi nomeado um dos finalistas da Final Mundial de Escotismo da Ferrari Driver Academy. No mês seguinte, Bearman foi confirmado para ingressar na Academia junto com o campeão de kart Rafael Câmara.
Em outubro de 2023, Bearman fez sua estreia em um carro de Fórmula 1 durante um teste privado em Fiorano com a Ferrari. Ele dirigiu em sua primeira de duas sessões de treinos livres no Grande Prêmio da Cidade do México com a equipe Haas. Ele terminou em 15º e estava apenas três décimos atrás de seu companheiro de equipe Nico Hülkenberg, no qual a Haas afirmou estar "muito impressionado". Ele participou de seu segundo Grande Prêmio de Abu Dabi. Depois disso, Bearman pilotou o VF-23 no teste para jovens pilotos.
Em 27 de janeiro de 2024, Bearman foi nomeado piloto reserva da Ferrari para a temporada de 2024, dividindo a função com Robert Shwartzman e Antonio Giovinazzi.

##### Estreia na Fórmula 1 (2024)
Bearman fez sua estreia na Fórmula 1, substituindo Carlos Sainz Jr. no GP da Arábia Saudita de 2024, depois que este último foi diagnosticado com apendicite na véspera da qualificação da corrida, tornando-se assim o primeiro piloto a fazer sua estreia na Fórmula 1 pela Ferrari desde Arturo Merzario em 1972 e o primeiro piloto britânico a pilotar pela equipe desde Eddie Irvine em 1999.
Em outubro, a Ferrari escalou Bearman para participar da primeira sessão de treinos livres na etapa da Cidade do México, substituindo Charles Leclerc. Mas após 24 minutos de atividades, o britânico foi atingido por Alexander Albon, da Williams, e não pôde seguir na pista.

#### Haas
Em 1º de fevereiro de 2024, Bearman, que já era reserva da Ferrari, também foi confirmado pela Haas como piloto reserva, dividindo a função com Pietro Fittipaldi.
Antes do GP da Grã-Bretanha de 2024, Bearman anunciou que correria com a equipe Haas a partir da temporada de 2025 da Fórmula 1. O contrato do britânico é de uma temporada, com direito a optar por prorrogação até o final de 2026. Seu companheiro de equipe será o francês Esteban Ocon.
Mas a estreia do britânico na Haas aconteceu ainda em 2024, pois Bearman também disputou o Grande Prêmio do Azerbaijão pela equipe norte americana, substituindo Kevin Magnussen, que foi suspenso de uma corrida em razão do acúmulo de pontos de penalidade em sua Superlicença. Nessa etapa, o britânico ficou em décimo, somando mais um ponto e se tornando o primeiro estreante a pontuar por duas equipes diferentes numa mesma temporada.

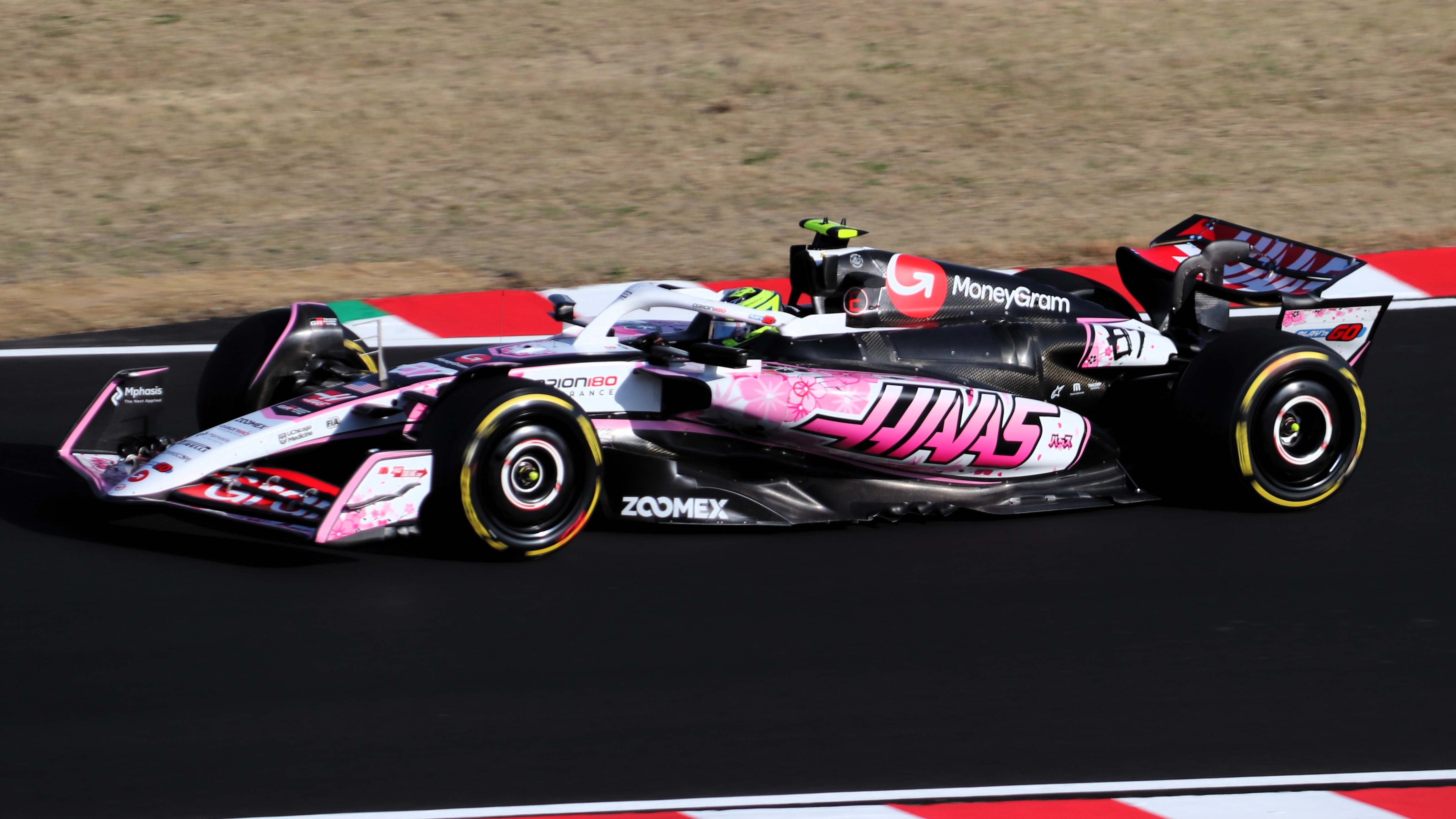
Bearman durante a segunda sessão de treinos livres do

Em 31 de outubro, às vésperas do Grande Prêmio de São Paulo de 2024, foi anunciado que Bearman substituiria Magnussen novamente durante o único treino livre, a classificação da sprint e a corrida sprint. Mas no dia seguinte, a Haas anunciou que Bearman faria o final de semana completo no lugar do dinamarquês, que ficou de fora dessa etapa por conta de uma doença.
Em 2025, a sua primeira temporada na F1 em tempo integral, Bearman conquistou seus primeiros pontos ao ser oitavo colocado no GP da China, sendo um dos que se beneficiaram da desclassificação da dupla da Ferrari. Pontuou novamente ao ser décimo colocado no Japão, embora o britânico tenha classificado a corrida como "chata". Repetiu esse resultado no Barém, com ele se recuperando após largar em último. Teria pontuado novamente com o oitavo lugar da corrida sprint do GP de Miami, mas foi punido com 5 segundos por fazer largada insegura e prejudicar Nico Hülkenberg e caiu para o décimo quarto lugar. A corrida principal também marcou seu primeiro abandono na F1, com o britânico sofrendo com falha no motor. Em Mônaco, Bearman foi punido com a perda de 10 posições no grid de largada por ter feito ultrapassagem sob bandeira vermelha.

## Registros na carreira

### Resumo
| Temporada | Categoria                 | Equipe                      | Corridas | Vitórias | Poles | V.M.R. | Pódios | Pontos | Classificação |
| --------- | ------------------------- | --------------------------- | -------- | -------- | ----- | ------ | ------ | ------ | ------------- |
| 2020      | ADAC Fórmula 4            | US Racing                   | 21       | 1        | 0     | 1      | 3      | 144    | 7.º           |
| 2020      | Fórmula 4 Italiana        | US Racing                   | 8        | 1        | 0     | 1      | 2      | 85     | 10.º          |
| 2021      | ADAC Fórmula 4            | Van Amersfoort Racing       | 18       | 6        | 5     | 4      | 11     | 295    | 1.º           |
| 2021      | Fórmula 4 Italiana        | Van Amersfoort Racing       | 21       | 11       | 8     | 2      | 15     | 343    | 1.º           |
| 2021      | Campeonato GB3            | Fortec Motorsports          | 9        | 1        | 2     | 1      | 4      | 163    | 14.º          |
| 2022      | Fórmula Regional Asiática | Mumbai Falcons India Racing | 6        | 0        | 0     | 0      | 1      | 29     | 15.º          |
| 2022      | Fórmula 3                 | Prema Racing                | 18       | 1        | 0     | 1      | 8      | 132    | 3.º           |
| 2023      | Fórmula 2                 | Prema Racing                | 26       | 4        | 3     | 2      | 6      | 130    | 6.º           |
| 2024      | Fórmula 2                 | Prema Racing                | 20       | 2        | 0     | 0      | 2      | 50*    | 15º           |
| 2024      | Fórmula 1                 | Scuderia Ferrari            | 1        | 0        | 0     | 0      | 0      | 6      | 17.º          |
| 2024      | Fórmula 1                 | Haas F1 Team                | 1        | 0        | 0     | 0      | 0      | 1      | 17.º          |
| 2025      | Fórmula 1                 | Haas F1 Team                | 10       | 0        | 0     | 0      | 0      | 6      | 13.º          |

### Registros na Fórmula 1
Legenda: corridas em negrito indicam pole position; corridas em itálico indicam volta mais rápida.
| Temporada | Equipe                 | Chassis       | Motor                   | 1      | 2      | 3      | 4      | 5      | 6       | 7      | 8      | 9      | 10     | 11     | 12     | 13     | 14      | 15  | 16  | 17     | 18  | 19     | 20     | 21     | 22     | 23  | 24  | Class. | Pontos |
| --------- | ---------------------- | ------------- | ----------------------- | ------ | ------ | ------ | ------ | ------ | ------- | ------ | ------ | ------ | ------ | ------ | ------ | ------ | ------- | --- | --- | ------ | --- | ------ | ------ | ------ | ------ | --- | --- | ------ | ------ |
| 2023      | MoneyGram Haas F1 Team | Haas VF-23    | Ferrari 066/10 1.6 V6 t | BHR    | SAU    | AUS    | AZE    | MIA    | MON     | ESP    | CAN    | AUT    | GBR    | HUN    | BEL    | NED    | ITA     | SIN | JPN | QAT    | EUA | MXC TD | SAP    | LVG    | ABU TD |     |     | –      | –      |
| 2024*     | Ferrari                | Ferrari SF-24 | Ferrari 066/12 1.6 V6 t | BHR    | SAU 7  | AUS    | JPN    | CHN    | MIA     |        |        |        |        |        |        |        |         |     |     |        |     |        | MXC TD |        |        |     |     | 18º    | 7      |
| 2024*     | MoneyGram Haas F1 Team | Haas VF-24    | Ferrari 066/10 1.6 V6 t |        |        |        |        |        |         | EMI TD | MON    | CAN    | ESP TD | AUT    | GBR TD | HUN TD | BEL     | NED | ITA | AZE 10 | SIN | EUA    |        | SAP 12 |        |     |     | 18º    | 7      |
| 2025*     | Haas F1 Team           |               | Ferrari 1.6 V6 t        | AUS 14 | CHN 15 | JPN 10 | BHR 10 | SAU 13 | MIA Ret | EMI 17 | MON 12 | ESP 17 | CAN 11 | AUT 11 | GBR 11 |        | HUN Ret | NED | ITA | AZE    | SIN | USA    | MXC    | SAP    | LAS    | QAT | ABU | 12º*   | 8      |